# 부산회생법원
부산회생법원(釜山回生法院)은 사건을 보다 신속하게 처리해 채권자와 채무자 모두에게 도움을 주고, 구성원들의 전문성도 높이기 위해 부산지방법원 파산부를 독립시켜 만든 회생법원이다. 부산광역시, 울산광역시, 경상남도를 관할한다. 부산광역시 연제구 법원로 31에 위치하고 있다.

## 조직
- 재판부 - 파산부, 민사합의·민사항소·신청합의, 개인파산단독, 개인회생단독, 일반회생단독
- 사무국 - 총무과, 파산개인회생과

## 역대 법원장
- 1대 박형준 (2023년 3월 1일 ~ 2024년 2월 4일)
- 2대 권순호 (2024년 2월 5일 ~ )

## 같이 보기
- 대한민국의 회생법원